# پیتر فورگاچ
پیتر فورگاچ (زاده ۱۹۵۰) هنرمند رسانه و فیلم‌ساز مستقلی است که در بوداپست، مجارستان زندگی می‌کند. شهرت او بیشتر به خاطر سری برندهٔ جایزهٔ «مجارستان خصوصی» و براساس فیلم‌های خانگی ساخته شده از دهه ۱۹۳۰ تا دهه ۱۹۶۰ است. این فیلم‌ها مستندهایی از زندگی‌های معمولی هستند که بزودی با آسیب‌های روحی فوق‌العاده تاریخی که خارج از پرده نمایش اتفاق می‌افتند جدا خواهند شد.

## زندگینامه
از سال ۱۹۷۶ پیتر فورگاچ در صحنه هنر مجارستان به عنوان هنرمند رسانه و فیلم‌ساز فعال بوده است. در اواخر دههٔ ۱۹۷۰ و ۸۰ با گروه موزیک معاصر ۱۸۰ همکاری داشته است.
در همان زمان در استودیو فیلم Béla Balázs شروع به کار کرد. در سال ۱۹۸۳ در بوداپست مؤسسه آرشیو فیلم و عکس خصوصی را تأسیس کرد. کلکسیون منحصر به فردی از فیلم‌های ساخته شده توسط آماتورها از سال ۱۹۲۰، و این مجموعه اطلاعات خام او برای سازماندهی ماهرانهٔ منحصر به فرد و پست مدرن تاریخ شد.
فورگاچ چندین جایزه بین‌المللی از جمله جایزه اراسموس سال ۲۰۰۷ را دریافت کرده است.